# Inverness Public Library

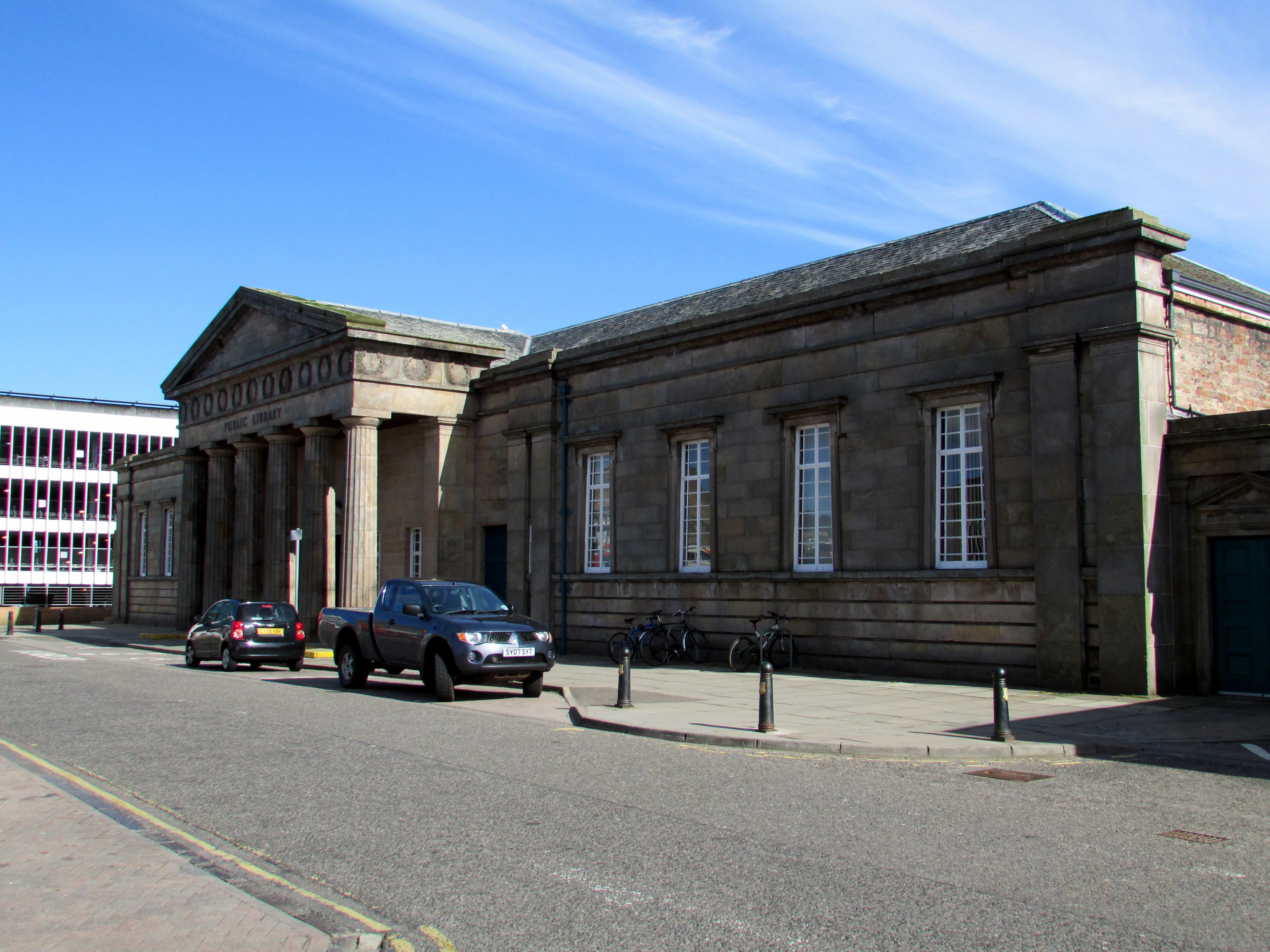
Inverness Public Library

Die Inverness Public Library, ehemals Bell’s Institution, Dr Bell’s School, Farraline Park School und Farraline Park Library, ist eine öffentliche Leihbibliothek in der schottischen Stadt Inverness in der Council Area Highland. 1981 wurde das Bauwerk in die schottischen Denkmallisten in der höchsten Denkmalkategorie A aufgenommen.

## Geschichte
Der Bau des Gebäudes nach einem Entwurf des schottischen Architekten William Robertson wurde 1839 begonnen und 1841 abgeschlossen. Es beherbergte zunächst die Bell’s Institution oder Dr Bell’s School. Der Schulbetrieb wurde nach fast einhundert Jahren 1937 eingestellt. Fortan diente das Gebäude verschiedenen Zwecken; als Justizgebäude, Polizeistation und Theater. Seit 1980 beherbergt es die Bibliothek.

## Beschreibung
Die Inverness Public Library steht gegenüber dem Busbahnhof vor dem Bahnhof Inverness nahe dem historischen Zentrum Inverness’. Das längliche Gebäude ist im klassizistischen griechisch-dorischen Stil ausgestaltet. Obschon eingeschossig ausgeführt, weist es annähernd die Höhe eines zweigeschossigen Gebäudes auf. Die südwestexponierte Hauptfassade zeigt ein, an der Basis rustiziertes, Schichtenmauerwerk aus Steinquadern. Zentral springt ein hexastyler Portikus mit abschließendem Dreiecksgiebel hervor. Die flankierenden Fassaden sind jeweils vier Achsen weit und durch gekuppelte Pilaster gerahmt. Schlichte Gesimse bekrönen die hohen Sprossenfenster.